# Релігія в Іспанії
Державна релігія Іспанії — римо-католицизм. У середині 1990-х років у країні було 11 архиєпископств і 52 єпископства. Є невелика кількість протестантів, 450 тис. мусульман і приблизно 15 тис. юдаїстів.

## Статистика
Релігійне співвідношення в Іспанії на 2023 рік згідно з Centro de Investigaciones Sociológicas
| Релігія      | Відсоток |
| ------------ | -------- |
| Католицизм   | 52,0 %   |
| Атеїзм       | 16,8 %   |
| Агностицизм  | 14,4 %   |
| Нерелігійні  | 12,9 %   |
| Інші релігії | 2,4 %    |
| Не сказали   | 1,6 %    |